# イリソ電子工業
イリソ電子工業株式会社（イリソでんしこうぎょう、英: IRISO Electronics Co.,Ltd.）は、神奈川県横浜市港北区に本社を置くコネクタ、ソケットなどを製造、販売する日本の企業である。東京証券取引所第一部上場。
国内に加えて中国やベトナム、フィリピンに生産拠点を構える。

## 沿革

### 創業に至るまで
創業者である佐藤定雄は、1937年（昭和12年）12月5日に秋田県平鹿郡浅舞町（後の平鹿町、現・横手市）で出生。三人兄弟の末っ子として誕生し、父・松四郎は農家の次男であり、平鹿郡睦合村（後の十文字町、現・横手市）出身の母・チヨと結婚してからは、佐藤家の田んぼで農業を営んでいたが、病気により早世した。
定雄は睦合小学校、睦合中学校を経て、雄物川高等学校に進学。高校卒業後は東京都墨田区の皮革工場に住み込みで勤めた。昭和30年代前半になるとテレビが普及し始め、電機業界に将来性を感じた定雄は、1957年（昭和32年）にテレビのチューナーを製造する電機会社に入社。定雄が24歳の頃、勤めていた電機会社が倒産したため、日本酒用のホーロータンクを製造・販売する会社に入社。
定雄が以前勤めていた電機会社は倒産しているが、埼玉県狭山市にある子会社が存続しており、1963年（昭和38年）に現在の会社の前身となる「佐藤製作所」を起業すると、狭山市の元子会社にテレビのチューナーの組み立てを受注した。
その後事業は拡大し、1966年（昭和41年）12月に現在の会社に当たる「イリソ電子工業株式会社」が設立された。社名の「イリソ」とは、初めて仕事を受注した会社が埼玉県狭山市の入曽（いりそ）にあったことに由来する。

### 下請け工場からの脱却
創業当時から、テレビのチューナーステレオ用の基板を組み立てる下請け工場として操業を続けていたが、下請け工場では発注元メーカーの影響を強く受け、過酷な労働を強いられることもあれば、突然仕事が途絶えることもあった。そこで、自らで製造を行うメーカーになることを目指し、基板実装の業務をする中で、基盤の部品を組み立てたコネクタの作業性の良さに気づき、コネクタのメーカーを目指すことになった。ただ、すぐにコネクタを製造することはできなかっため、1975年（昭和50年）にはコネクタの骨格となるピンヘッダーの製造に漕ぎ着け、1977年（昭和52年）に本社と工場を神奈川県神奈川県川崎市高津区へ移転した。簡易的なコネクタを製造できるようになったのは昭和50年代半ばで、その後は徐々にコネクタメーカーとして技術力を高めていった。

### 秋田工場の開設
2022年（令和4年）3月2日、国内で2か所目となる工場を秋田県横手市の横手第二工業団地に新設することを決め、県や市と立地協定を締結した。50億円を投じ、年間約6億個のコネクタを生産する計画で、生産体制の拡充を目的にしている。秋田県横手市が新工場の立地場所として選ばれた背景としては、事業継続計画（BCP）の観点から日本海側の秋田県は比較的災害が少ないという点や、創業者の出身地が横手市であったという縁がある。
2024年（令和6年）10月31日に竣工式を挙行。秋田工場は鉄骨造り1部2階建て、延床面積1万8,225m2であり、翌年4月の操業開始を予定している。
将来的には同規模の工場を敷地内に新築する計画であるとのこと。

### 年表
以下、注釈の無い項目は学校の公式サイトの情報によるもの。
- 1966年12月 - 神奈川県川崎市にイリソ電子工業株式会社を設立。
- 1977年5月 - 神奈川県川崎市高津区に本社移転。
- 1978年12月 - シンガポールに現地法人（IRS（S）PTE. LTD.）を設立。
- 1993年6月 - 中国・上海市に現地法人（上海意力速電子工業有限公司）を設立。
- 1994年
  - 4月 - アメリカ・イリノイ州シカゴに現地法人（IRISO U.S.A., INC.）を設立。
  - 9月 - 株式を店頭公開（現在のジャスダック）。
- 1996年1月 - フィリピン・カヴィテ州に現地法人（IRISO ELECTRONICS PHILIPPINES, INC.）を設立。
- 1998年6月 - 神奈川県川崎市高津区に株式会社イリソコンポーネントを設立。
- 1999年
  - 10月 - シンガポール・トゥアスに現地法人（IRISO ELECTRONICS SINGAPORE PTE., LTD.）を設立。
  - 11月 - 香港に現地法人（IRISO ELECTRONICS （HONG KONG） LIMITED.）を設立。
- 2000年
  - 4月 - ドイツにEUの現地法人（IRISO ELECTRONICS EUROPE GMBH）を設立。
  - 10月 - 中国・上海市に現地法人（意力速（上海）貿易有限公司）を設立。
- 2002年1月 - シンガポールの現地法人であるIRS（S）PTE., LTD. にIRISO ELECTRONICS SINGAPORE PTE., LTD. を統合。
- 2003年3月 - タイ・バンコクに現地法人（IRISO ELECTRONICS （THAILAND） LTD.）を設立。
- 2004年8月 - アメリカ現地法人（IRISO U.S.A., INC.）をミシガン州デトロイトに移転。
- 2006年11月 - ベトナム・ハノイに現地法人（IRISO ELECTRONICS VIETNAM CO.,LTD）を設立。
- 2007年5月 - イリソテクノロジーパークが竣工し、現在地に本社移転。
- 2008年8月 - 中国・上海市に意力速（上海）電子技術研発有限公司を設立。
- 2016年6月 - 東京証券取引所第一部に市場変更。
- 2018年4月 - 中国・南通市に現地法人（南通意力速電子工業有限公司）を設立。
- 2025年4月 - 国内2箇所目の生産拠点として、秋田県横手市の横手第二工業団地に秋田工場を開設[1][17][2][18]。〈予定〉